# Speonomus carrerei
Speonomus carrerei es una especie de escarabajo del género Speonomus, familia Leiodidae. Fue descrita por Fourès en 1954. Se encuentra en Francia.